# Biela (Müglitz)
Die Biela ist ein etwa 8 km langer Fluss im Osterzgebirge in Sachsen.
Sie wird aus der Großen und Kleinen Biela gebildet.
Die Bielaquellen liegen in Altenberg im Naturschutzgebiet Am Großen Galgenteich.
Die Biela fließt bei Bärenklau zwischen Bärenstein und Bärenhecke in die Müglitz.